# Trois Chemins vers le lac
Pour plus de détails, voir Fiche technique et Distribution.
Trois Chemins vers le lac (Drei Wege zum See) est un téléfilm autrichien réalisé par Michael Haneke, sorti en 1976.

## Synopsis
Elisabeth visite son père âgé à Klagenfurt. Elle se remémore sa mémoire et sa vie romantique.

## Fiche technique
- Titre : Trois Chemins vers le lac
- Titre original : Drei Wege zum See
- Réalisation : Michael Haneke
- Scénario : Michael Haneke et Ingeborg Bachmann d'après sa nouvelle dans le recueil Simultan
- Photographie : Igor Luther
- Montage : Helga Scharf
- Production : Rolf von Sydow
- Société de production : Österreichischer Rundfunk et Südwestfunk
- Pays :  Autriche et  Allemagne de l'Ouest
- Genre : Drame
- Durée : 97 minutes
- Première diffusion : 
  -  Autriche : 7 octobre 1976

## Distribution
- Ursula Schult : Elisabeth Matrei
- Guido Wieland : Matrei père
- Walter Schmidinger : Trotta
- Bernhard Wicki : Branco Trotta
- Yves Beneyton : Philippe
- Udo Vioff : Manes
- Dieter Wernecke : Hugh
- Rainer Artenfels (de) : Mühldorfer
- Jane Tilden : Trafikbesitzerin
- Pamela White : Liz
- Michael Pand : Robert
- Geoffrey Keller
- Pierre Brechignac
- Mathieu Chardet
- Suzannah Djian
- Axel Corti : le narrateur

## Production
Admirateur d'Ingeborg Bachmann, Michael Haneke a tenu spécifiquement à adapter cette nouvelle. Il a voulu donner à ce téléfilm une structure très cinématographique. Comme dans la plupart de ses téléfilms adaptés de textes littéraires, le réalisateur a intégré une voix off qui lit le texte original.

## Diffusion
Ce téléfilm a été diffusé en salle de cinéma en France en 2024.